# 农村聚落

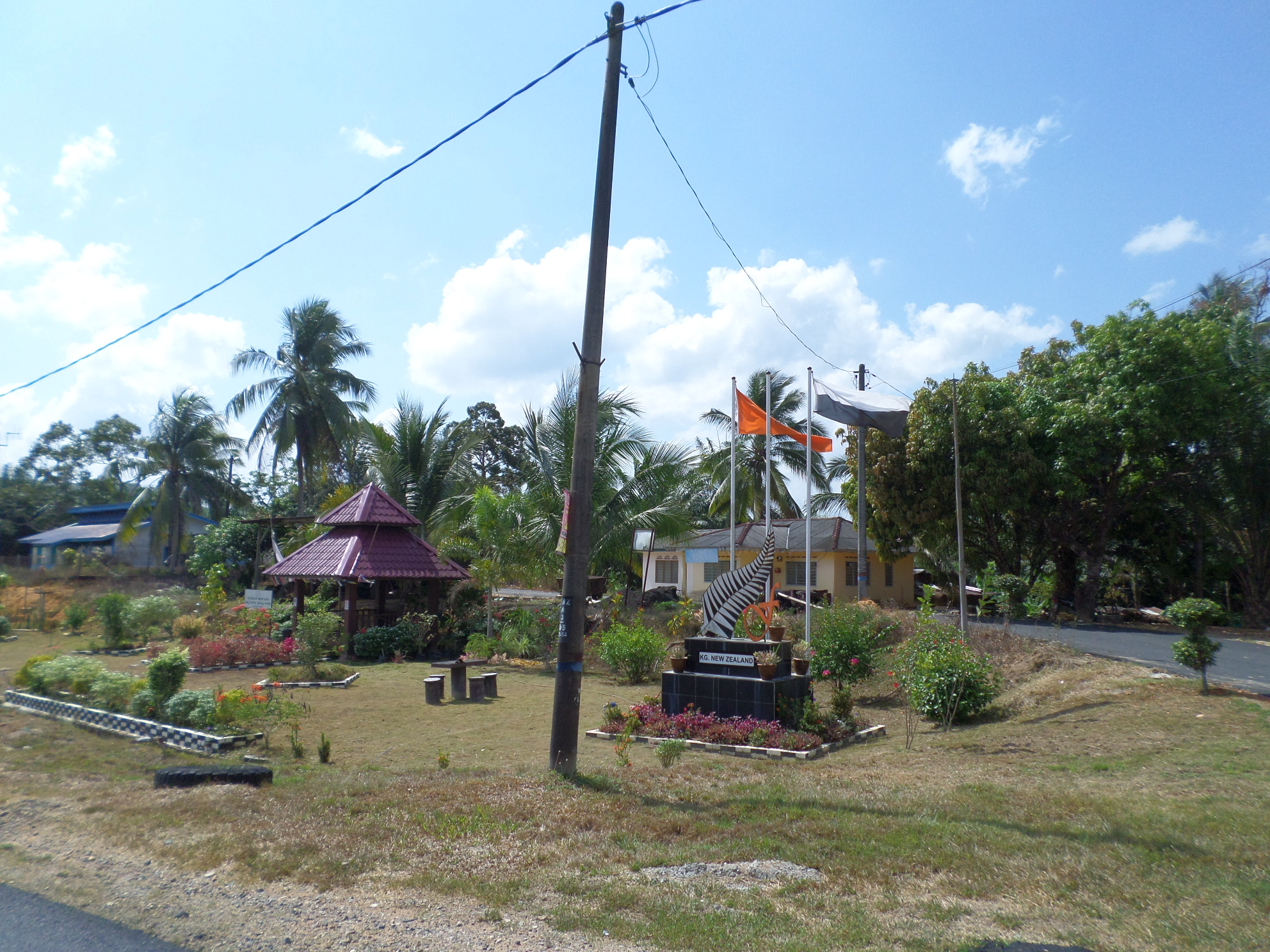
马来西亚彭亨的农村聚落

农村聚落，又称农村居民点、乡村居民点、农村居住区、农村定居点，其定义因国家而异。在某些国家，农村聚落是指由政府部门（例如美国普查局）定义为农村地区的任何居民点。在其他国家，传统上农村聚落不包括城镇。
农村聚落的常见类型有村庄、小村庄和农场。

## 马来西亚
自1956年7月6日起，马来西亚的农村聚落由联邦土地发展局负责管理。

## 俄罗斯
农村居民点（俄语：сельское поселение）是俄罗斯在农村地区设立的基层行政区划类型之一。

## 烏克蘭
在2023年，乌克兰最高拉达第8362号发令废除了市级镇的概念，同时引入“鎮”的概念，定义为少于一万人但不少于5000人口的乡村型定居点。